# Verolavecchia
Verolavecchia is een gemeente in de Italiaanse provincie Brescia (regio Lombardije) en telt 3921 inwoners (31-12-2004). De oppervlakte bedraagt 21,0 km², de bevolkingsdichtheid is 191 inwoners per km².

## Demografie
Verolavecchia telt ongeveer 1509 huishoudens. Het aantal inwoners steeg in de periode 1991-2001 met 4,1% volgens cijfers uit de tienjaarlijkse volkstellingen van ISTAT.
| Jaar | Inwoneraantal |
| ---- | ------------- |
| 1991 | 3663          |
| 2001 | 3814          |

## Geografie
Verolavecchia grenst aan de volgende gemeenten: Borgo San Giacomo, Corte de' Cortesi con Cignone (CR), Pontevico, Quinzano d'Oglio, Robecco d'Oglio (CR), Verolanuova.